# 전주 박진 효자비
박진 효자비(朴晋 孝子碑)는 대한민국 전북특별자치도 전주시 완산구 향교길 139에 있는 조선시대의 비석이다. 2009년 10월 30일 전주시의 향토문화유산 제5호로 지정되었다.

## 개요
이 비석은 1398년(조선 태조 6, 명 홍무 30)에 세워진 것을 1724년(조선 경종 4)에 중각한 것이다. 비각 안에는 1805년(조선 순조 5)에 후손 필성(必晟)이 지은 '전주부 효자박진정려기(全州府 孝子朴晋旌閭記)'가 걸려 있다.
박진의 자(字)는 내신이며, 본관은 전주이다. '완산지'에 박진은 아버지가 갑자기 병환이 남으로 인하여 관직에 출사한지도 불과 1년여만에 벼슬을 그만두고 고향으로 돌아가서 시중들면서, 낮에서 곁을 떠나지 않고 밤에는 허리띠를 풀지 않았다고 전한다. 또한 아버지가 세상을 뜨자 예법에 따라 장사(葬事)와 제사를 모셨으며, 3년 동안을 여묘(廬墓)살이 하여 마을 사람들이 칭송하였다고 전한다.

## 참고 자료
- 박진 효자비 - 전주시 문화유산